# Peter Rainier (contre-amiral)
Pour les articles homonymes, voir Peter Rainier.
L'amiral Peter Rainier, Jr. (1741 - 7 avril 1808) était un officier naval britannique. Le mont Rainier dans l'État de Washington, aux États-Unis, porte son nom.
Rainier est né en Angleterre, il est le petit-fils de Daniel Regnier, un réfugié Huguenot, et le fils de Peter Rainier de Sandwich.

## Carrière navale
Rainier s'engagea dans la Royal Navy en 1756 à l'âge de 15 ans. Il servit sur les HMS Oxford (en), Yarmouth (en), Norfolk, et Burford. Le 26 mai 1768, travaillant comme capitaine sur l'un des navires de commerce appartenant à sa famille, Rainier fut promu au grade de lieutenant.
Pendant la guerre d'indépendance des États-Unis, Rainier fut grièvement blessé le 8 juillet 1778, lors de la capture d'un important corsaire américain. Il fut promu et finit par devenir capitaine du navire HMS Astraea (en), qui était doté de 32 canons. Il le dirigea sur la Jamaica Station de 1786 à 1790.
En 1790, il devint commandant du HMS Monarch. Le 8 mai 1792, George Vancouver nomma le mont Rainier, situé dans ce qui est aujourd'hui devenu l'État de Washington, en honneur du capitaine Rainier :
« Le temps était serein et agréable, et le pays continuait de montrer entre nous et la chaîne orientale enneigée, la même apparence luxuriante. À l'extrémité nord du mont Baker, la boussole indiquait N. 22E; et pour la montagne ronde et enneigée, qui constitue actuellement l'extrémité sud, et que je distingue par le nom de mont Rainier, en honneur de mon ami, le contre-amiral Rainier, la boussole indiquait N(S) 42 E »
Au début de l'année 1793, Rainier procéda à la mise en service du Suffolk (en), qui était doté de 74 canons. De 1794 à 1805, Rainier fut aux commandes des opérations de la Royal Navy sur la East Indies Station. Au cours de son mandat, de grandes étendues de territoire de la Compagnie néerlandaise des Indes orientales et des colonies françaises passèrent sous contrôle britannique.
En 1795, Rainier fut promu contre-amiral. Quatre ans plus tard, il fut promu au grade de vice-amiral. Il servit dans les Indes orientales en tant que commodore et commandant en chef d'une flotte jusqu'en 1805, date à laquelle il retourna en Angleterre et se retira du service actif.
En 1800, il commanda une expédition à Java. Le 23 août 1800, la Sybille, le Daedalus (en), le Centurion (en), et le Braave parvinrent jusqu'aux routes de Batavia et capturèrent en tout cinq navires hollandais armés et détruisit 22 autres navires. Les Britanniques mirent un navire en service et le capitaine du Daedalus, Henry Lidgbird Ball (en), lui donna le nom de HMS Admiral Rainier (en), et ordonna qu'il fût équipé, armé, et pourvu d'hommes d'équipage. (L'Admiral Rainier fut vendu en septembre 1803.)

## Carrière post-militaire
Après la retraite de Rainier, le ministère continua de le consulter et, en 1805, il obtint le grade d'admiral lors des promotions de célébration faisant suite à la victoire des britanniques à la bataille de Trafalgar. En 1807, il devint député, représentant de la circonscription de Sandwich (en). Il mourut l'année suivante à son domicile, Great George Street, à Westminster.
Rainier laissa un patrimoine évalué à 250 000 livres. Après avoir donné à ses proches, il laissa dix pour cent de sa succession au chancelier de l'Échiquier dans le but de réduire la dette nationale, en reconnaissance de : « ... la mise en place de la Royal Navy au niveau national, qui m'a permis d'acquérir la majeure partie de la fortune que je possède actuellement, qui est allée au-delà de mon mérite et de mes prétentions ».